# Коржа (приток Лузы)
Коржа — река в России, протекает в Прилузском районе Республики Коми. Устье реки находится в 211 км по левому берегу реки Луза. Длина реки составляет 44 км.
Исток реки на Северных Увалах в 31 км к северо-западу от райцентра, села Объячево. Генеральное направление — запад и юго-запад. Всё течение проходит по ненаселённому холмистому таёжному массиву. Впадает в Лузу на границе с Кировской областью чуть выше посёлка Коржинский. Ширина реки в нижнем течении около 12 метров, скорость течения 0,5 м/с.

## Притоки
- 10 км: Боровая (лв)
- Чумница (лв)
- Ошмас (пр)
- 19 км: Чиног (лв)
- Нисюль (пр)
- 31 км: Дингуль (лв)

## Данные водного реестра
По данным государственного водного реестра России и геоинформационной системы водохозяйственного районирования территории РФ, подготовленной Федеральным агентством водных ресурсов:
- Бассейновый округ — Двинско-Печорский
- Речной бассейн — Северная Двина
- Речной подбассейн — Малая Северная Двина
- Водохозяйственный участок — Юг
- Код водного объекта — 03020100212103000012617